# Cardamine anhuiensis
Cardamine anhuiensis är en korsblommig växtart som beskrevs av D.C. Zhang och J.Z. Shao. Cardamine anhuiensis ingår i släktet bräsmor, och familjen korsblommiga växter. Inga underarter finns listade i Catalogue of Life.